# Stuartia (protista)
Stuartia es un género de foraminífero bentónico de la familia Fursenkoinidae, de la superfamilia Fursenkoinoidea, del suborden Buliminina y del orden Buliminida. Su especie tipo es Stuartia ruthae. Su rango cronoestratigráfico abarca el Holoceno.

## Discusión
Clasificaciones previas incluían Stuartia en el suborden Rotaliina del orden Rotaliida.

## Clasificación
Stuartia incluye a las siguientes especies:
- Stuartia ruthae